# Gounfan
Gounfan est une localité et une commune rurale malienne de l'arrondissement de Mahina dans le cercle de Bafoulabé et la région de Kayes.

## Géographie
La localité de Gounfan est située à 49 km au sud du chef-lieu de cercle Bafoulabé.
| Niambia   | Mahina  |          |
| Niambia   | Gounfan | Mahina   |
| Dialafara | Kassama | Koundian |

## Villages
La commune s'étend sur 8 localités relevées lors du recensement général de 2009. 
Les villages les plus peuplés sont :
- Gounfan (2 508 habitants) ;
- Djimékourou (1 082 habitants) ;
- Bouloumba (992 habitants).

La loi 2023-007 attribue à la commune rurale 12 villages  :
- Djimékourou
- Gounfan
- Koulouguidi
- Sadioya
- Bai
- Bouloumba
- Dongon Datiaka
- Kourouba Goréli
- Saga
- Séguélendji
- Manandinkoto
- Tintiba